# Maslives
Maslives – miejscowość i gmina we Francji, w Regionie Centralnym, w departamencie Loir-et-Cher.
Według danych na rok 1990 gminę zamieszkiwało 581 osób, a gęstość zaludnienia wynosiła 79 osób/km² (wśród 1842 gmin Centre, Maslives plasuje się na 618. miejscu pod względem liczby ludności, natomiast pod względem powierzchni na miejscu 1269.).